# Gabinete Dupuy III
O Gabinete Dupuy III foi o ministério formado por Charles Dupuy em 02 de julho de 1894 e dissolvido em 18 de janeiro de 1895. Foi o 35º gabinete da Terceira República Francesa, sendo antecedido pelo Gabinete Dupuy II e sucedido pelo Gabinete Ribot III.

## Contexto
Charles Dupuy reconduziu a mesma equipe ao governo, já que seu gabinete anterior foi interrompido pela mudança do chefe de Estado, após o assassinato de Sadi Carnot. O novo governo se reduziu a um confronto entre o novo Presidente da República, Jean Casimir-Perier, que pretendia reabilitar os poderes do chefe de Estado, e Dupuy, que, ao contrário, marginalizou o Presidente. Além disso, em outubro de 1895, Dupuy teve que lidar com uma greve em Carmaux que atraiu atenção nacional, reprimindo trabalhadores e movimentos socialistas nos municípios franceses. Foi sob este governo também que eclodiu e ocorreu o primeiro julgamento do "Caso Dreyfus". Em 14 de janeiro de 1895, o gabinete foi derrubado por uma maioria de apenas 22 votos.
No dia seguinte, Casimir-Perier demitiu-se, forçando o Gabinete Dupuy a assumir a presidência interina até à eleição do seu sucessor. De 15 a 17 de janeiro, então, o governo assumiu poderes presidenciais, de acordo com Constituição Francesa de 1875, enquanto aguardava a nomeação de um novo Presidente da República pela Assembleia Nacional Francesa. Em 18 de janeiro, o novo Presidente, Félix Faure, aceitou a renúncia do governo após o mandato presidencial interino. No mesmo dia, ele encarregou Léon Bourgeois de formar o novo ministério, e este aceitou a missão, antes de abandoná-la após duas tentativas sem sucesso. Em fins de janeiro, Alexandre Ribot foi nomeado Presidente do Conselho de Ministros pela terceira vez.

## Composição
- Presidente da República: Jean Casimir-Perier
- Presidente do Conselho de Ministros: Charles Dupuy
- Ministro dos Estrangeiros: Gabriel Hanotaux
- Ministro da Justiça: Eugène Guérin
- Ministro do Interior e Cultos: Charles Dupuy
- Ministro da Guerra: Auguste Mercier
- Ministro das Finanças: Raymond Poincaré
- Ministro da Marinha: Félix Faure
- Ministro da Instrução Pública e Belas Artes: Georges Leygues
- Ministro das Obras Públicas: Louis Barthou
- Ministro da Agricultura: Albert Viger
- Ministro do Comércio, Indústria, Correios e Telégrafos: Victor Lourties
- Ministro das Colônias: Théophile Delcassé

## Realizações
- Aprovação de leis sobre crédito agrícola.